# حکومت پلیسی

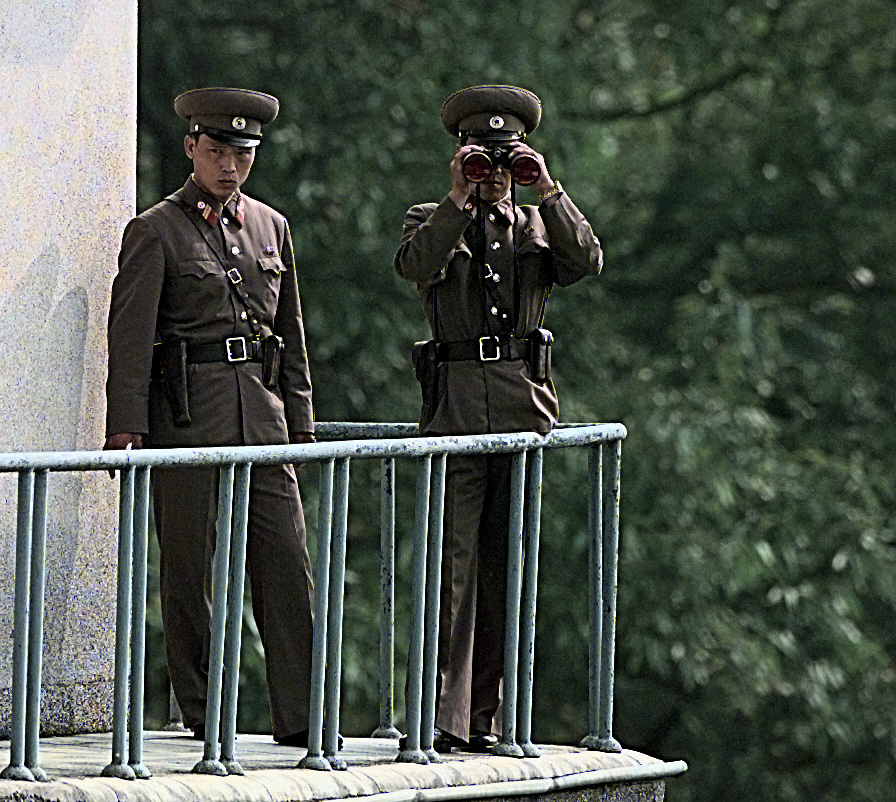
از کره شمالی بعنوان یک نمونه کلاسیک از یک حکومت پلیسی نام برده شده.

حکومت پلیسی یا نظام پلیسی (به انگلیسی: Police State) به حکومتی گویند که در آن حکومت به‌طور سفت و سخت و با اعمال سرکوبی بر روی تمام جوانب زندگی اجتماعی، اقتصادی، و سیاسی کشور حکم می‌راند. حکومت پلیسی معمولاً از خود علائم یک سیستم توتالیترینیسمی را بروز می‌دهد و سعی در کنترل جامعه بر طبق موازین تعریف شدهٔ خود دارد، و در آن فرق چندانی بین قانون و اوامر و نظرات عوامل حاکم وجود ندارد.
ساکنین یک حکومت پلیسی در رفت‌ و آمد خود اختیارات معینی دارند، و آزادی بیان و ابراز عقیده‌شان محدود است چرا که این فعالیت‌ها توسط حکومت مرکزی نظارت می‌گردد. نظام افسار حکومت را توسط نیروهای امنیتی مخفی اداره می‌کند که ممکن است اختیاراتشان از حیطهٔ قوانین مملکتی نیز بالاتر قرار داشته باشند.
رمان ۱۹۸۴ (نوشته جرج ارول) را مصداقی از آن می دانند.